# Tricholaena capensis

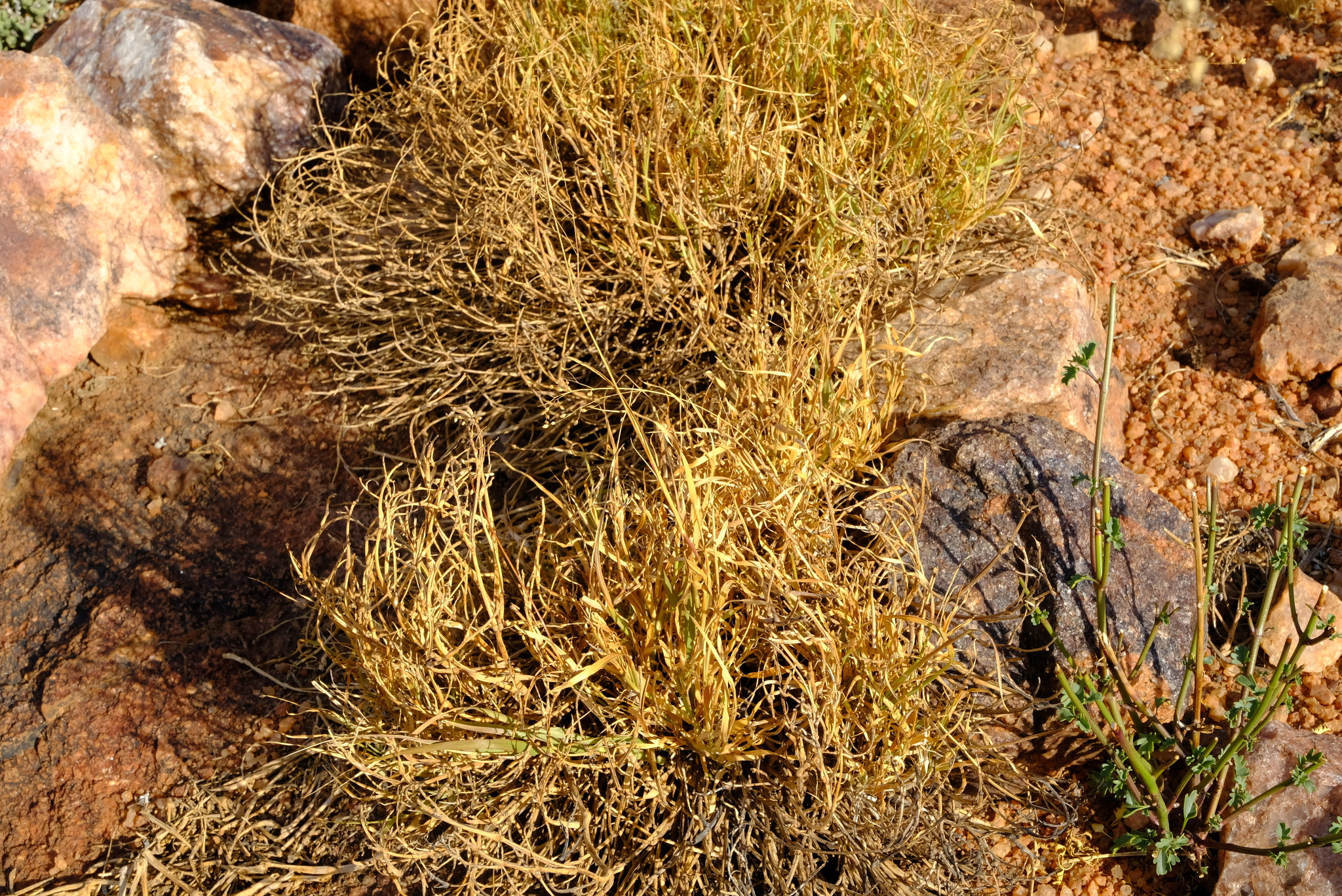

Tricholaena capensis là một loài thực vật có hoa trong họ Hòa thảo. Loài này được (Licht. ex Roem. & Schult.) Nees miêu tả khoa học đầu tiên năm 1836.